# Transformers, le jeu
Pour les articles homonymes, voir Transformers (homonymie).
 (octobre 2019).
Si vous disposez d'ouvrages ou d'articles de référence ou si vous connaissez des sites web de qualité traitant du thème abordé ici, merci de compléter l'article en donnant les références utiles à sa vérifiabilité et en les liant à la section « Notes et références ».
Transformers, le jeu (Transformers: The Game) est un jeu vidéo de tir à la troisième personne et course édité par Activision en 2007 sur une multitude de plates-formes. Savage Entertainment s'est chargé du développement sur PlayStation Portable, et Vicarious Visions a développé la version Nintendo DS. Cette dernière est sortie en deux jeux différents : l'un suit l'histoire du côté des gentils, Autobots, et l'autre du côté des méchants, Decepticons.
Le jeu est basé sur le film Transformers sorti la même année.

## Histoire
Il y a deux campagnes : Autobots ou Decepticons.

### Autobot
Dans la campagne Autobot, Bumblebee est arrivé sur Terre dans l'espoir de trouver le cube. Pour se cacher, il prit la forme d'une vieille Chevrolet Camaro. Sa piste le conduit jusqu'au jeune garçon, Sam Witwicky, qui possède les lunettes de son grand-père. Les lunettes peuvent indiquer l'endroit où se trouve le Cube. Mais les Decepticons veulent s'en emparer. Bumblebee doit affronter Barricade et plein de drônes Decepticons pour protéger le garçon. Il doit aussi détruire des antennes qui empêchent le reste des Autobots de pouvoir atterrir sur Terre. Après avoir détruit les antennes, les Autobots ont pu arriver sur Terre et rejoindre Sam et Mikaela. Le chef, Optimus Prime, s'est transformé en camion Peterbilt. Le lieutenant Jazz s'est transformé en Pontiac Solstice. L'expert en armement, Ironhide, s'est transformé en pickup GMC. Le médecin, Ratchet, s'est transformé en hummer H2 et Bumblebee s'est transformé en une nouvelle Camaro. Pour que Sam et Mikaela puissent s’enfuir, Jazz fait diversion, mais il se fait prendre par les Decepticons. Alors, Ironhide part à sa recherche et réussit à le sortir de là. De son côté, Bumblebee s'est fait capturer par le secteur sept et Optimus fait une course poursuite contre l'hélicoptère qui le transporte. Optimus Prime était sur le point de réussir quand Shockwave l'en empêcha. Optimus dut combattre Shockwave et réussit à le tuer mais Bumblebee était déjà loin.
Arrivé au Barrage Hoover, Bumblebee s'échappe et trouve un moyen pour arriver jusqu'au cube. Il parvient à le rétrécir mais Megatron, le chef des Decepticons qui était piégé dans la glace se libéra. Bumblebee, les Autobots et les Decepticons sont allés à Mission City, la ville la plus proche. Le cube crée malheureusement des drones qui s'attaquent à Bumblebee mais Ironhide le protège en détruisant tous les drones. Ensuite, Jazz affronta à lui tout seul Starscream et Blackout et gagna sans problème. Mais alors que Jazz se réjouissait d'avoir vaincu deux Decepticons plus grands que lui en un combat, le Decepticon Brawl arriva. Ironhide couru vite pour sauver son camarade, mais il était déjà trop tard. Brawl avait éliminé Jazz en le transperçant avec ses griffes. Pour se venger, Ironhide détruisit Brawl. Ensuite, Bumblebee doit de nouveau affronter Baricade et gagna le combat à nouveau. Mais après, Megatron arrive et blesse Bumblebee qui protégait Sam et Mikaela en lui tirant dessus. Leur seul espoir était Optimus Prime qui arriva et combattit Megatron en sacrifiant le AllSpark. Les Autobots ont gagné et décident de rester sur Terre pour protéger les humains car le AllSpark a été détruit et sans lui Cybertron ne pourra pas être sauvée.

### Decepticon
Dans la campagne Decepticon, Blackout arrive à la base militaire SOCCENT au Qatar pour rassembler un maximum de données sur le cube. Il parvient à les récuperer à l'aide de son allié Scorponok et à détruire la base. De son côté, Barricade est arrivé en ville pour attraper Sam Witwicky afin de lui voler les lunettes, mais il est stoppé par Bumblebee qui protégeait Sam. Barricade parvient cependant à tuer l'Autobot et à voler les lunettes. Plus tard, les Decepticons parviennent à libérer leur chef Megatron au Barrage Hoover. Ils se rendront plus tard à Mission City pour retrouver le cube. Barricade élimina Jazz et Blackout élimina Ironhide. Étant le dernier Autobot encore en vie, Ratchet n'apparaissant pas ou étant sûrement tué par Starscream hors de l'écran, Optimus Prime tenta désespérément de combattre Megatron mais il perdit le combat. Megatron acheva ensuite son frère en lui donnant un violent coup de fouet en pleine tête. Megatron prit ensuite le cube et créa une puissante onde de choc qui détruisa Mission City en le plaçant sur son torse. Après la destruction de la ville, il ordonne à ses Decepticons de détruire le reste de la planète Terre.

## Voix françaises
- Patrick Borg : Optimus Prime
- Marc Alfos : Megatron
- Patrice Melennec : Ironhide
- Thierry Mercier : Ratchet, Bonecrusher et Bobby Bolivia
- Pierre-Alain De Garrigues : Starscream et Ron Witwicky
- Hervé Grull : Sam Witwicky
- Céline Melloul : Mikaela Banes et voix additionnelles
- Jacques Albaret : Barricade
- Martial Le Minoux : Blackout, Trailbreaker (PSP) et voix additionnelles
- Cédric Dumond : Jazz et voix additionnelles
- Antoine Tomé : Brawl, Shockwave (PSP) et voix additionnelles
- David Krüger : Autobot/Decepticon Proto (Nintendo DS) et voix additionnelles
- Thierry Kazazian : Bumblebee (voix radio) (Nintendo DS) et voix additionnelles
- Bruno Henry : Thundercracker (PSP)